# Леонідівка (Ніжинський район)
Леоні́дівка — село в Україні, у Ніжинському районі Чернігівської області. Населення становить 296 осіб. Входить до складу Лосинівської селищної громади.

## Історія
12 червня 2020 року, відповідно до розпорядження Кабінету Міністрів України № 730-р «Про визначення адміністративних центрів та затвердження територій територіальних громад Чернігівської області», увійшло до складу Лосинівської селищної громади.
19 липня 2020 року, в результаті адміністративно-територіальної реформи та ліквідації Ніжинського(1923 - 2020) району, увійшло до складу новоутвореного Ніжинського району.

## Населення
У 2001 році було 497 осіб, у 2020 296 осіб.

## Відомі особистості
В поселенні народився:
- Гайдей Олексій Олексійович (* 1949) — український педагог.